# 女性庇護所
女性庇護所（英語：Women's shelter），是一个临时保护和支持逃離家庭暴力和各种形式的配偶亲密暴力的女性的地方。该术语还经常用于描述以相同目的对于处于危险中的所有性别的人开放的場所。
對於遭受家庭暴力或親密伴侶暴力的女性來說，逃脫的能力至關重要。此外，這類情況往往涉及權力失衡，限制了受害者在想要逃離時的經濟選擇。庇護所幫助女性獲得實際的資源，幫助她們及其家人開啟新生活。最後，庇護所對受虐女性至關重要，因為它們可以幫助她們找到自主性。
超过45个国家/地区有提供女性庇护所。他们得到政府资源和非营利基金的支持。此外，许多慈善家也帮助和支持这些机构。